# Acentria
Acentria é um gênero de mariposa pertencente à família Crambidae.